# 구 영릉 석물 - 문관석인상2
문관석인상1(文官石人像1)은 서울특별시 동대문구, 세종대왕기념관 경내에 있는 조선시대의 석상이다. 2002년 3월 15일 서울특별시의 유형문화재 제42-2호로 지정되었다.

## 개요
화강암으로 만든 文官石人像은 현재 2基가 남아 있는데 왕릉 石人像다운 塊體感과 사실적이면서도 극히 섬세한 조각수법을 보여주고 있다. 2基 모두 등과 허리의 굴곡이 약간 살아 있으나 전체적으로는 신체가 기둥형으로 되어 있다. 동 시기의 石人像들에 비하면 頭部가 상당히 큰 편이다. 量感이 풍부한 얼굴 묘사와 큰 귀, 세밀한 線刻의 수염의 표현이 특히 인상적인데, 유형문화재 제 42-2호는 제 42-3호에 비해 상대적으로 더 젊고 동양적으로 표현되었다. 제 42-3호는 이목구비가 더 또렷하게 표현되어 西域人의 인상을 풍긴다.
文官石人像은 2基 모두 金冠朝服을 갖추고 있다. 幞頭는 展脚幞頭(양날개 같은 脚이 위로 올라간 경우)의 형식을 보이고 있는데, 제 42-3호는 幞頭 부분이 깨져 있다. 의복은 매우 규칙적이고 분명한 7겹의 주름이 드리워져 있고, 소매 끝자락은 15세기 후반 이후 石人像에서 주로 보이는 八字形으로 벌어져 마무리되어 있다. 왼손은 笏을 쥐고, 오른손은 왼손을 밖으로 감싸쥐고 있다. 또 허리에는 冠帶를 착용하고 있는데, 중간 중간 구획이 되어 있고 그 안에 花紋까지 조각되어 있다.

## 같이 보기
- 구 영릉 석물

## 참고 자료
- 구 영릉 석물 - 문관석인상2 - 국가유산청 국가유산포털